# Nagtaoli
Nagtaoli, également orthographié Nartaoli, est un village situé dans le département de Zitenga de la province de l'Oubritenga dans la région Plateau-Central au Burkina Faso.

## Géographie
Nagtaoli se trouve à 4 km au nord de Zitenga, le chef-lieu du département, et à 1 km au sud de Yamana.

## Santé et éducation
Le centre de soins le plus proche de Nagtaoli est le centre de santé et de promotion sociale (CSPS) de Yamana. Le centre médical avec antenne chirurgicale (CMA) de la province se trouve à Ziniaré.